# Bodnár Gábor (egyetemi tanár)

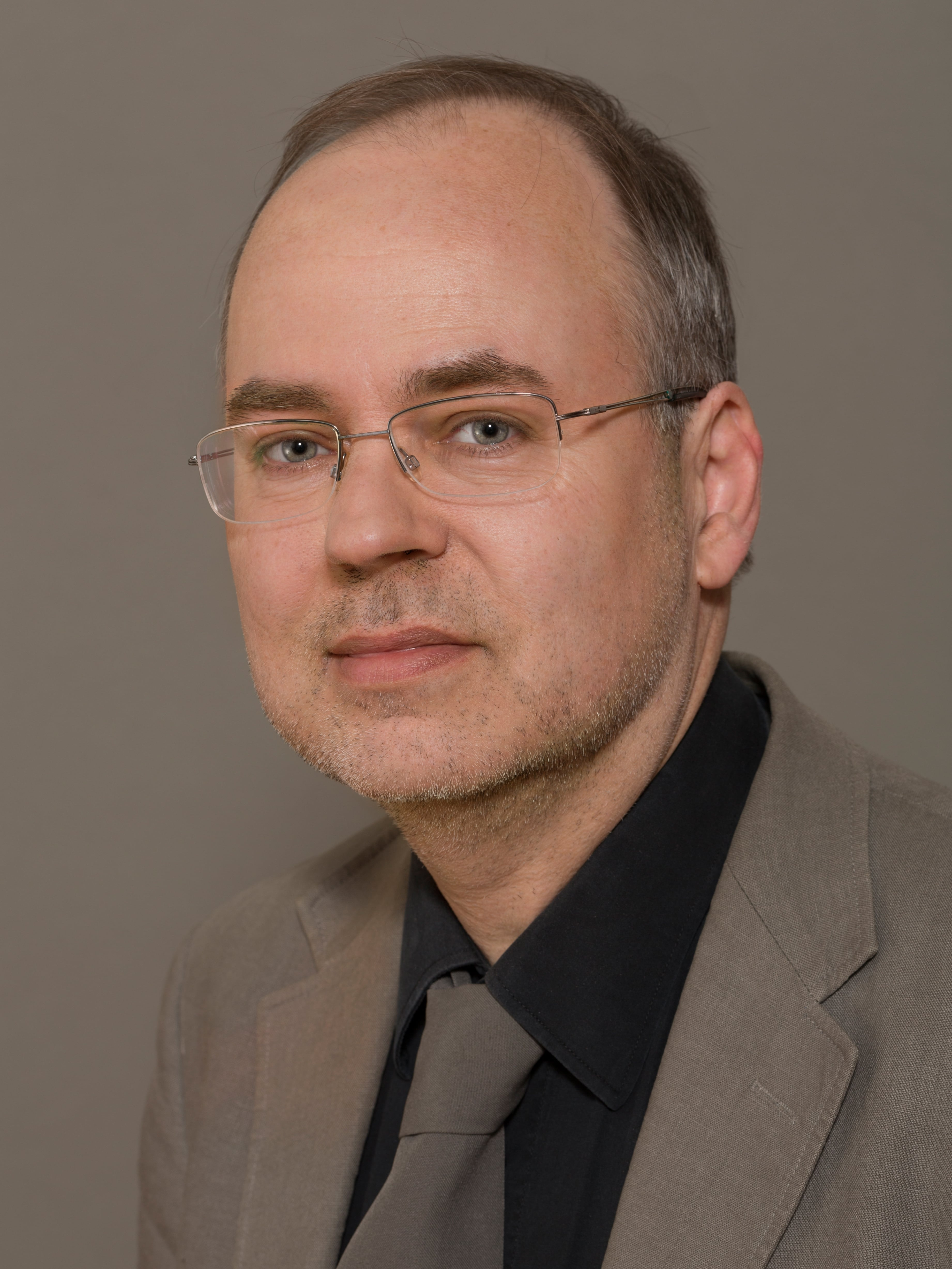
Bodnár Gábor

Bodnár Gábor (Budapest, 1961. május 25. –) zenész, egyetemi tanár, az ELTE Bölcsészettudományi Kar Művészetközvetítő és Zenei Intézetének igazgatója.

## Szakmai tanulmányok
A budapesti Bartók Béla Konzervatórium zeneszerzés és fagott szakának elvégzését követően a Liszt Ferenc Zeneművészeti Egyetemen diplomázott, mint zeneelmélet-tanár és zeneszerző. Doktori fokozatát ugyanitt, habilitációját az Eötvös Loránd Tudományegyetemen (ELTE) szerezte meg, zeneelméleti, illetve zeneesztétikai témakörben.

## Egyetemi tevékenység
1985-től az ELTE oktatója: először a Tanárképző Főiskolai, később a Bölcsészettudományi Karon (BTK): 2007-től tanszékvezető a Zenei Tanszéken, 2019-től a Művészetközvetítő és Zenei Intézet igazgatója. Egyetemi tanárrá 2018-ban nevezték ki. Oktatott tantárgyai: zeneelmélet / zenetörténet; hangszerismeret / partitúraolvasás-continuo; magánének- és kóruskorrepetíció / kamarazene; angol nyelven: zeneelmélet / zeneszemiotika. Témavezető az ELTE Filozófia-, Nevelés-, Nyelv- és Történettudományi doktori iskolájában, doktori és habilitációs értekezések bírálója, szakmai műhelyek alapítója és résztvevője, az Intézet tehetséggondozó és tanulástámogató programjának elindítója – hallgatói az Országos Tudományos Diákköri Konferenciákon (OTDK) értékes helyezéseket, köztük Pro Arte és Pro Scientia Aranyérmet szereztek. Az oktatás mellett bölcsészkari testületek tagja, oktatásfejlesztőként szakok, szakmai modulok anyagának kidolgozója – e téren országos konzorciumok vezetője.

## Szakmai közéleti tevékenység
Több szakmai szervezetben vállalt feladatot, köztük a Magyar Rektori Konferencia Művészetközvetítő Bizottságában (ahol 2011 és 2021 között társelnök, majd elnök), az Országos Tudományos Diákköri Tanács (OTDT) Művészeti és Művészettudományi Szakmai Bizottságában (2020-tól társelnök, valamint a 36. OTDK ügyvezető elnöke), továbbá, elnökségi tagként, a Psalmus Humanus Művészetpedagógiai Egyesületben. Rendszeres résztvevő / előadó magyar és külföldi konferenciákon – Európai helyszínek mellett Szöulban is –, az ELTE Művészetpedagógiai Konferencia / ELTE Workshop for Arts Education rendezvénysorozat tudományos és szervezőbizottságának egyik alapítója, továbbá a Parlando folyóirat tanácsadó testületének tagja, tanulmánykötetek szerkesztője. Az egyetemi oktatáson kívül tanított zeneiskolákban, s a Magyar Művelődési Intézet munkatársa is volt – ottani és OTDK-s munkái kapcsán sokszor vállalt zsűrielnöki feladatokat.

## Előadó- és alkotóművészeti tevékenység
Mint zongorista és continuo-játékos, különböző kórusokkal, kamaraegyüttesekkel, de elsősorban a Művészetközvetítő és Zenei Intézet énekkaraival külföldi szereplések, fesztivál- és versenysikerek részese (nagydíj, kategóriagyőzelmek, helyezések), egyebek közt Ausztria, Belgium, Csehország, Franciaország, Japán, Németország, Olaszország, Oroszország, Svájc, Szlovákia, Tunézia koncerttermeiben. Magyarországon csaknem 30 éven át működött közre a Filharmónia ifjúsági és felnőtt hangversenyein és az ELTE különböző rendezvényein – néhány együttessel CD-felvételeket is készített –, míg zeneszerzőként legtöbbször felkérésre írt különböző stílusú műveket (mindezek teljes felsorolása a Magyar Tudományos Művek Tárában tekinthető meg).

## Publikációk
Kutatási témáiban magyar és angol nyelvű publikációkat tett közzé, kiemelhetők az alábbi témakörök: A zenei szaknyelv és kommunikáció; Aldous Huxley és Anthony Burgess zenei munkássága; Az ének-zene tanárok képzése – ének-zene tankönyvek elemzése; Az integrált, komplex művészetoktatás, valamint a zenei tehetséggondozás és kreativitás fejlesztése; Robert Schumann dalai Heine verseire; Vokális zeneművek idegen nyelvről magyarra történő fordításának problémái. Emellett tudománynépszerűsítő tevékenységet is végez – mindezek teljes felsorolása a Magyar Tudományos Művek Tárában tekinthető meg. Néhány fontosabb tanulmány a megjelölt témákban:
- How to Lose a Musical Compass in a Few Hundred Lines? (And How to Find it again?) Adventures of a Twentieth-Century and an Early Romantic Composer in a Waste Land. The AnaChronisT Vol. 20 (2022), 26–37.[7]
- Sound and Sense Interwoven: Aldous Huxley’s Music of Ideas (társszerző: Farkas Ákos). In: Clausius, K. – Englund, A. – Dayan, P. – Durkin, R. (eds.). The Routledge Companion to Music and Modern Literature. London: Routledge (2022), 282–291.[8]
- Creative methods for developing creativity. Successful cooperation of formal and non-formal education in music teacher training. Ars Inter Culturas 9 (2020), 187–194.
- About the four songs omitted from the revised Dichterliebe. Ars Inter Culturas 7 (2018), 209–226.
- Zene és fordítás: a német Lied szövegének fordítási kérdései (társszerző: Horváth Ildikó). Alkalmazott nyelvtudomány 18/2 (2018).[9]
- A Dichterliebe – magyarul. A zene és a dalfordítás szövegének kohéziós problémái (habilitációs dolgozat). Budapest: Eötvös Loránd Tudományegyetem, 2017.
- Az elmúlt évtizedek változó tanárképzési programjainak hatása az ének-zene tanárok képzésére. In: Bodnár Gábor – Szentgyörgyi, Rudolf (szerk.): Szakpedagógiai körkép 3. Budapest: Eötvös Loránd Tudományegyetem, 2015, 9–23.[10]
- Ének-zenei ismeretek (társszerző: Erdős Ákos, Kabdebó Sándor). Budapest: Eötvös Loránd Tudományegyetem, 2015.[11]
- A zene szaknyelvéről – zenészeknek. Parlando 54/2 (2012).[12]
- Zenei szaknyelv, zenei kommunikáció. In: Veszelszki Ágnes – Lengyel Klára (szerk.). Diskurzusok a szakmai diskurzusról. A tudományok, szakmák nyelvének leírása. Budapest: Éghajlat Kiadó, 2014, 329–333.
- Schumann Heine-dalai a dalciklusokban (doktori értekezés). Liszt Ferenc Zeneművészeti Egyetem, Budapest, 2006.

## Jelentősebb szakmai elismerések
ELTE: "A tanárképzésért" oklevél, Oktatói Tudományos Diákköri Díj, Pro Universitate Emlékérem ezüst fokozat,  Pro Ingenio Nívódíj kiemelkedő tehetséggondozási tevékenységért, Rektori kiválósági különdíj, Trefort Ágoston emléklap; OTDT: A XXX., Jubileumi OTDK Emlékérme, Mestertanár Aranyérem. 

## Család
Felesége Horváth Jerne zenei szervező és műsorszerkesztő, diplomáját a Liszt Ferenc Zeneművészeti Egyetemen szerezte – jelenleg az Óbudai Társaskör művészeti munkatársa. Gyermekeik: Bodnár Noémi és Viola.